# Cuscuta tinctoria
Cuscuta tinctoria är en vindeväxtart som beskrevs av Carl Friedrich Philipp von Martius och Georg George Engelmann. Cuscuta tinctoria ingår i släktet snärjor, och familjen vindeväxter. Inga underarter finns listade i Catalogue of Life.